# 藏手礼

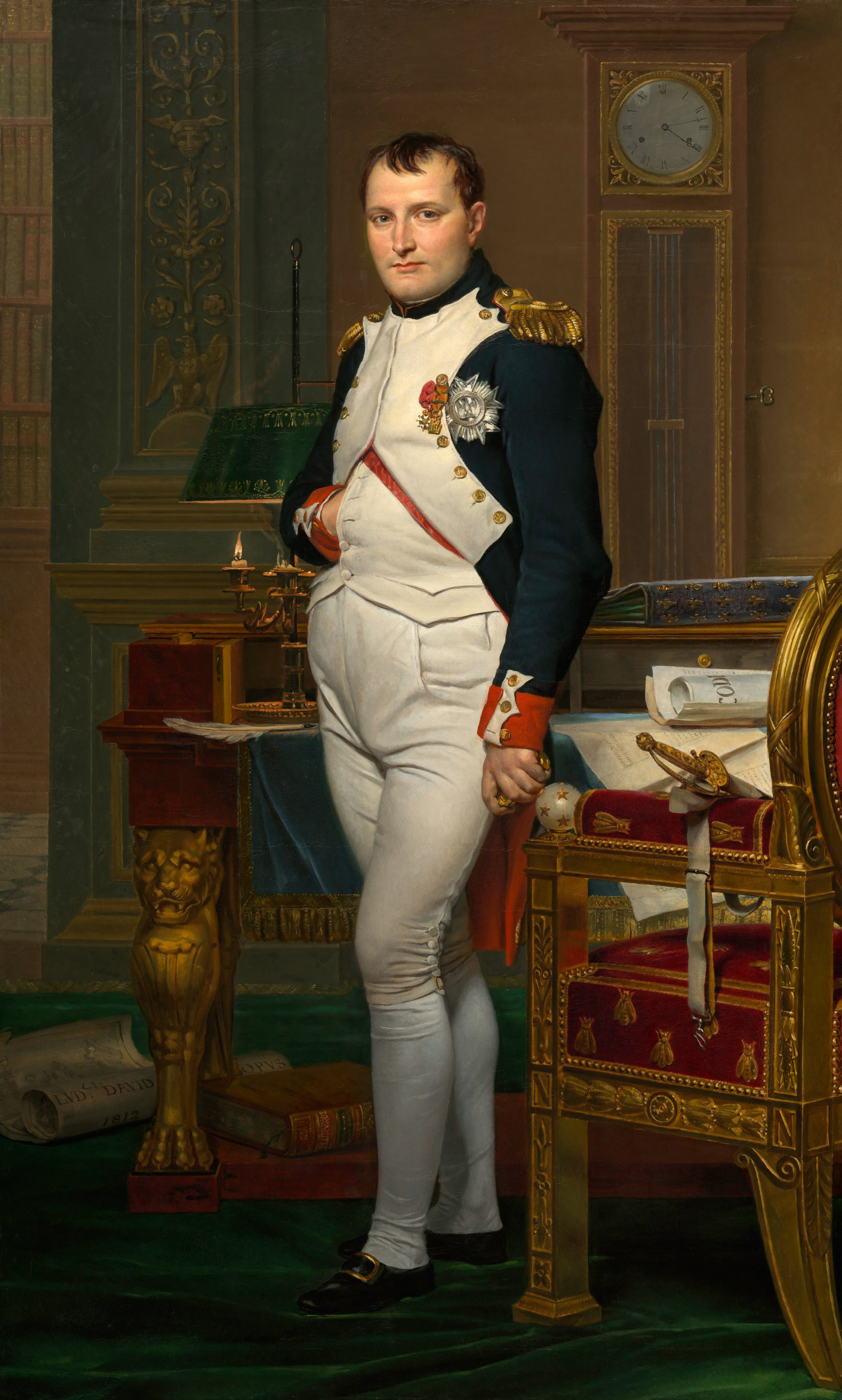
1812年《書房中的拿破崙》中的藏手礼

藏手礼（英語：hand-in-waistcoat）是在18至19世纪的西方肖像画中十分常见的一种姿势。1750年代之前藏手礼便已出现于肖像画中，用以表现沉稳、坚定的领袖气质。藏手礼经常与拿破仑联系在一起，这是由于法国画家雅克-路易·大卫为拿破仑所绘的多幅肖像中均出现了这一动作，其中包括1812年的作品《拿破仑在书房》（Napoleon in His Study）。此后，许多西方肖像画家都在作品中借鉴了这种姿态，后又见于19世纪中期的一些摄影作品中。
藏手礼最早可以追溯到古希腊演说家埃斯基涅斯。他认为，演讲时将手露出长袍是一种不当的行为。阿琳·迈耶（Arline Meyer）在其《为古典雕像重新穿衣：十八世纪的“藏手礼”肖像》（Re-Dressing Classical Statuary: The Eighteenth-Century 'Hand-in-Waistcoat' Portrait）一文中指出，18世纪英国肖像画中的藏手礼是用来表现被画者的良好教养的。弗朗索瓦·尼弗隆（Francois Nivelon）则在其1738年出版的《温雅举止之书》（A Book Of Genteel Behavior）中认为藏手礼体现了一种带着些谦逊的男子气概。

## 藏手礼图集

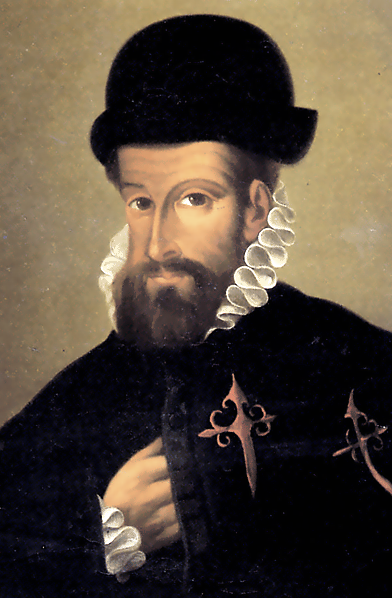
弗朗西斯科·皮萨罗
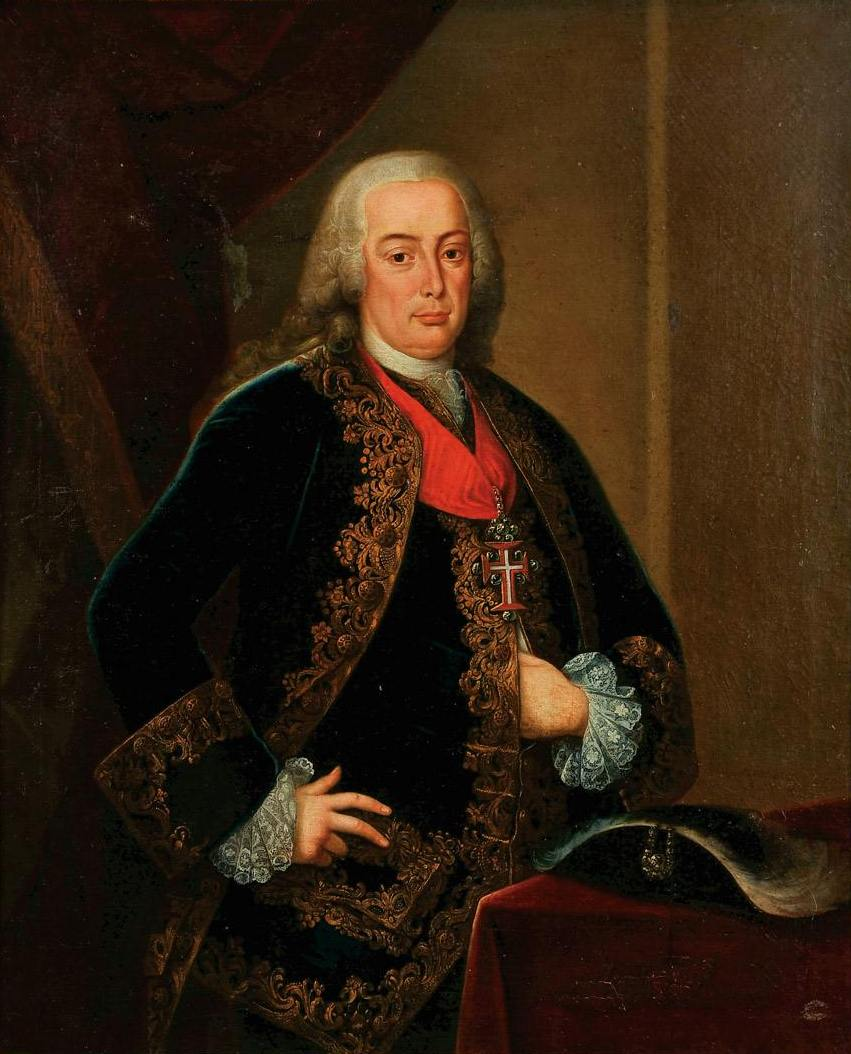
蓬巴尔侯爵
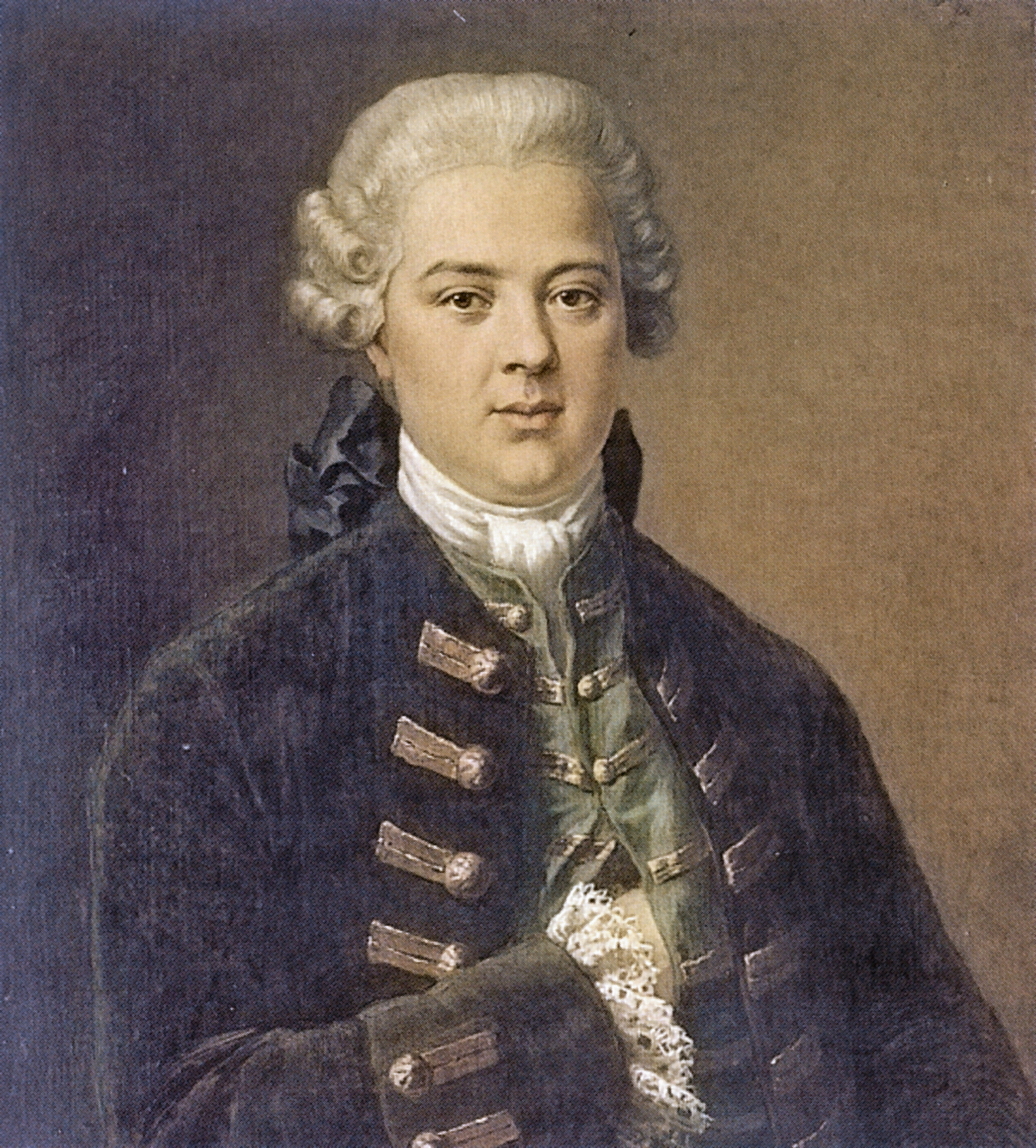
约翰·欣里希·戈斯勒
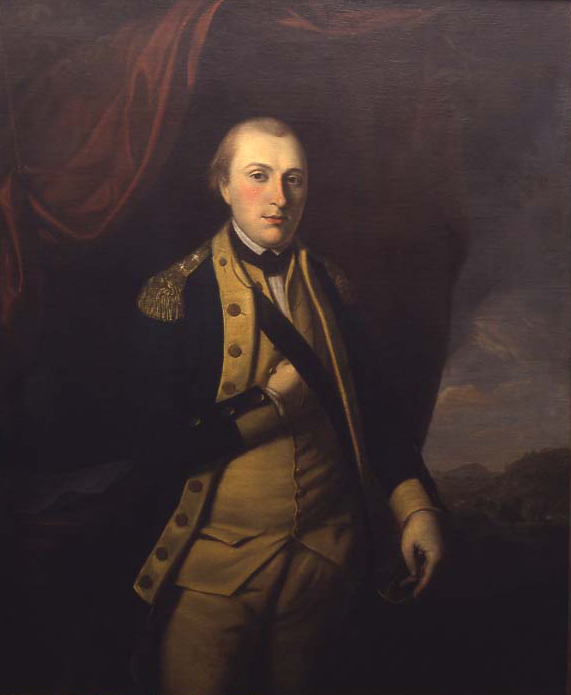
拉法耶特侯爵
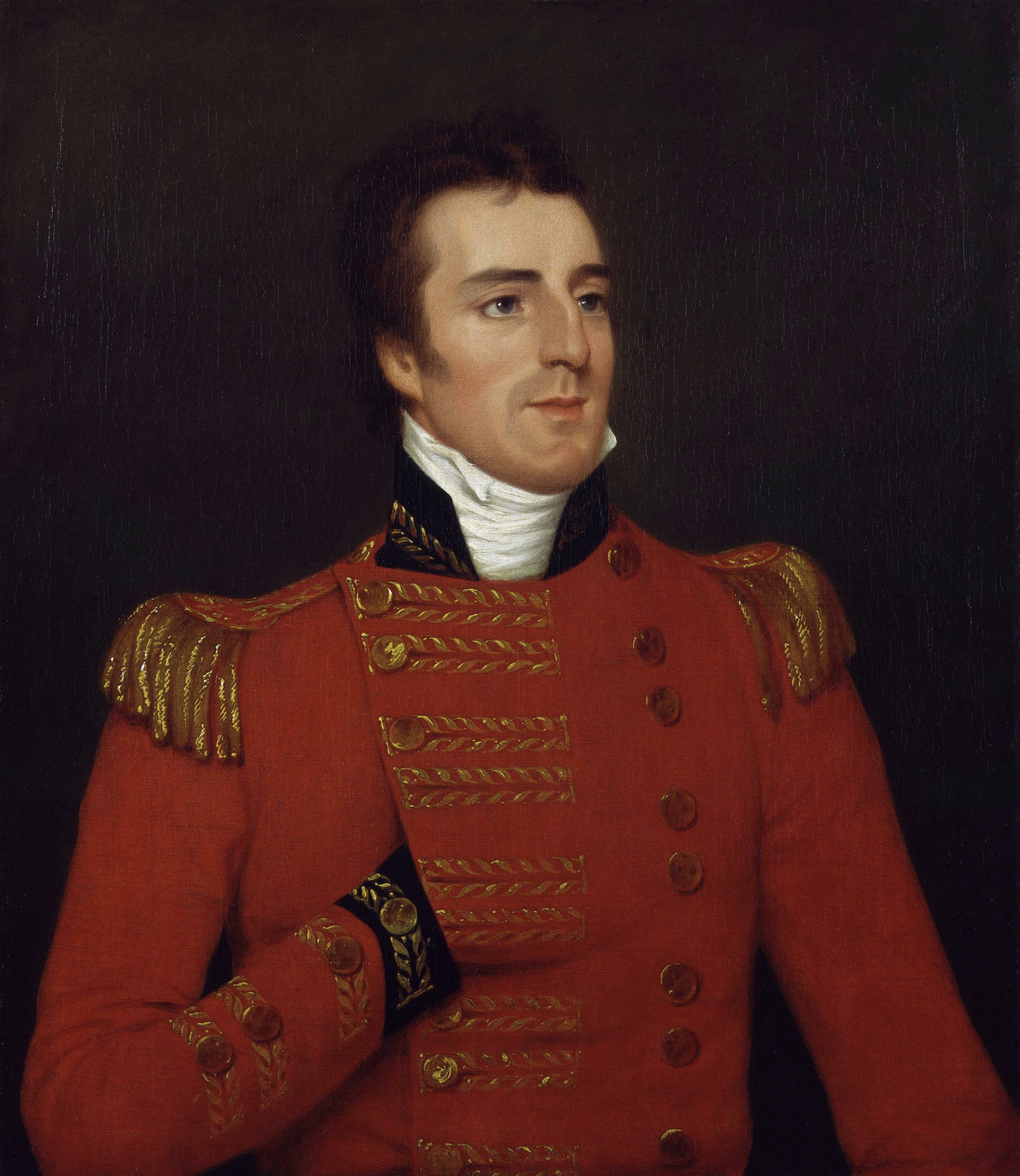
第一代威灵顿公爵阿瑟·韦尔斯利
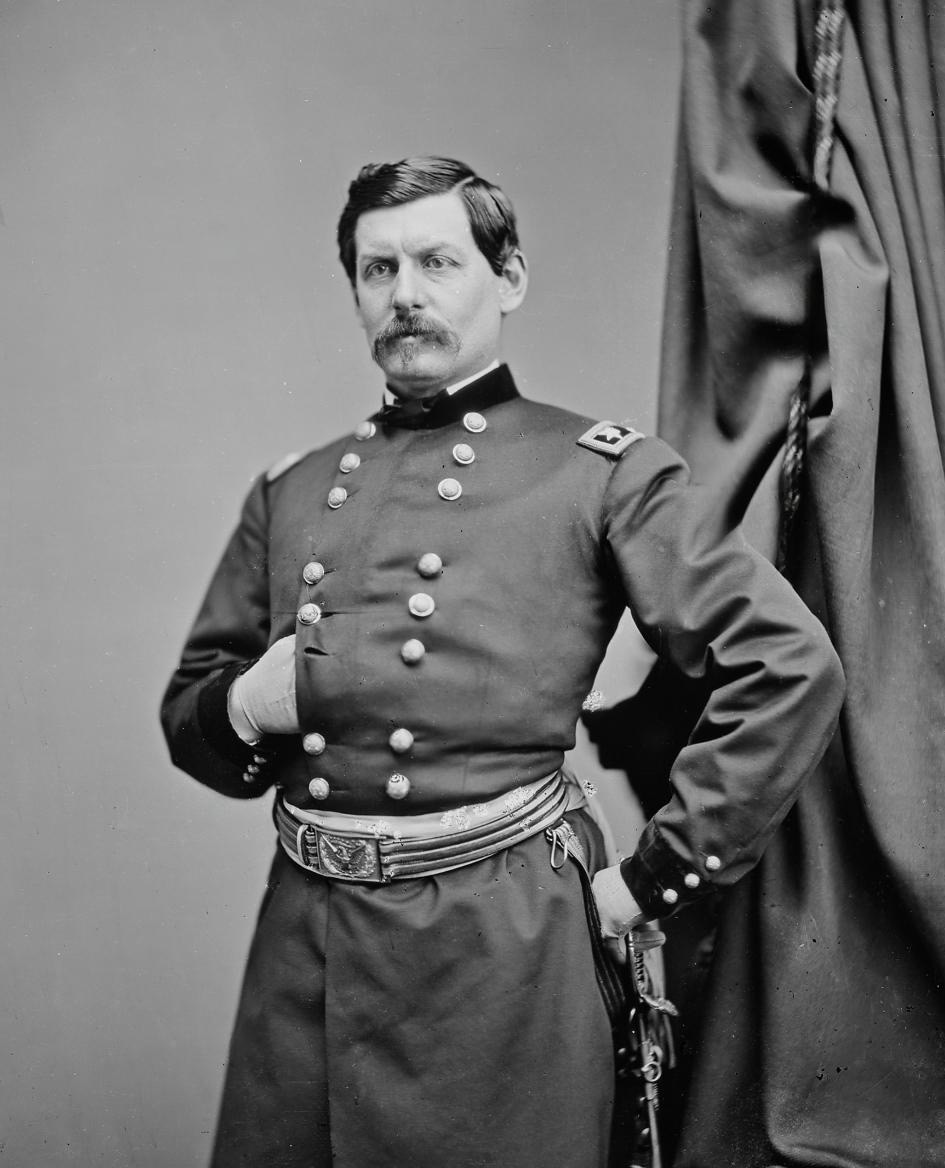
乔治·B·麦克莱伦
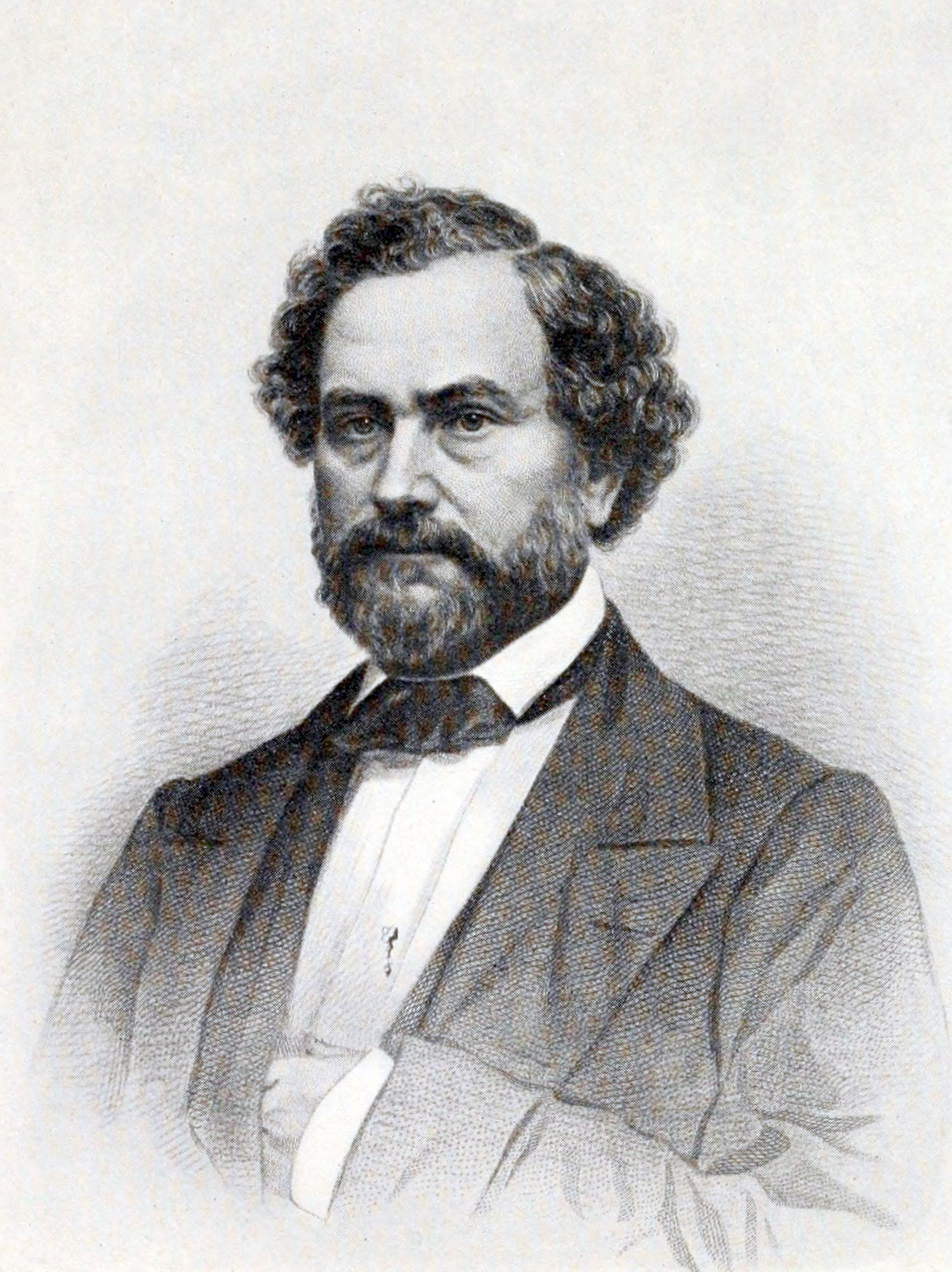
塞缪尔·柯尔特
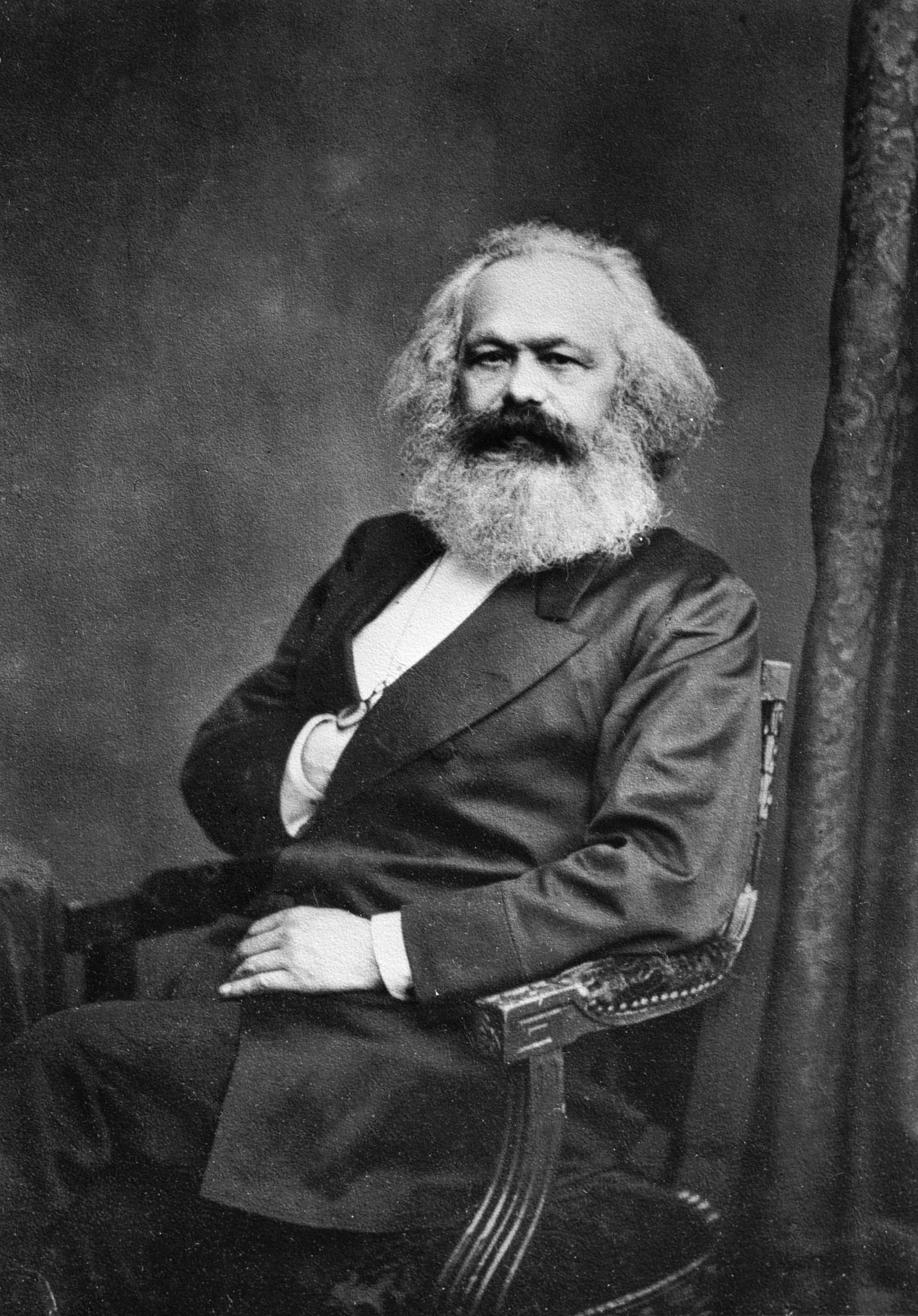
卡尔·马克思
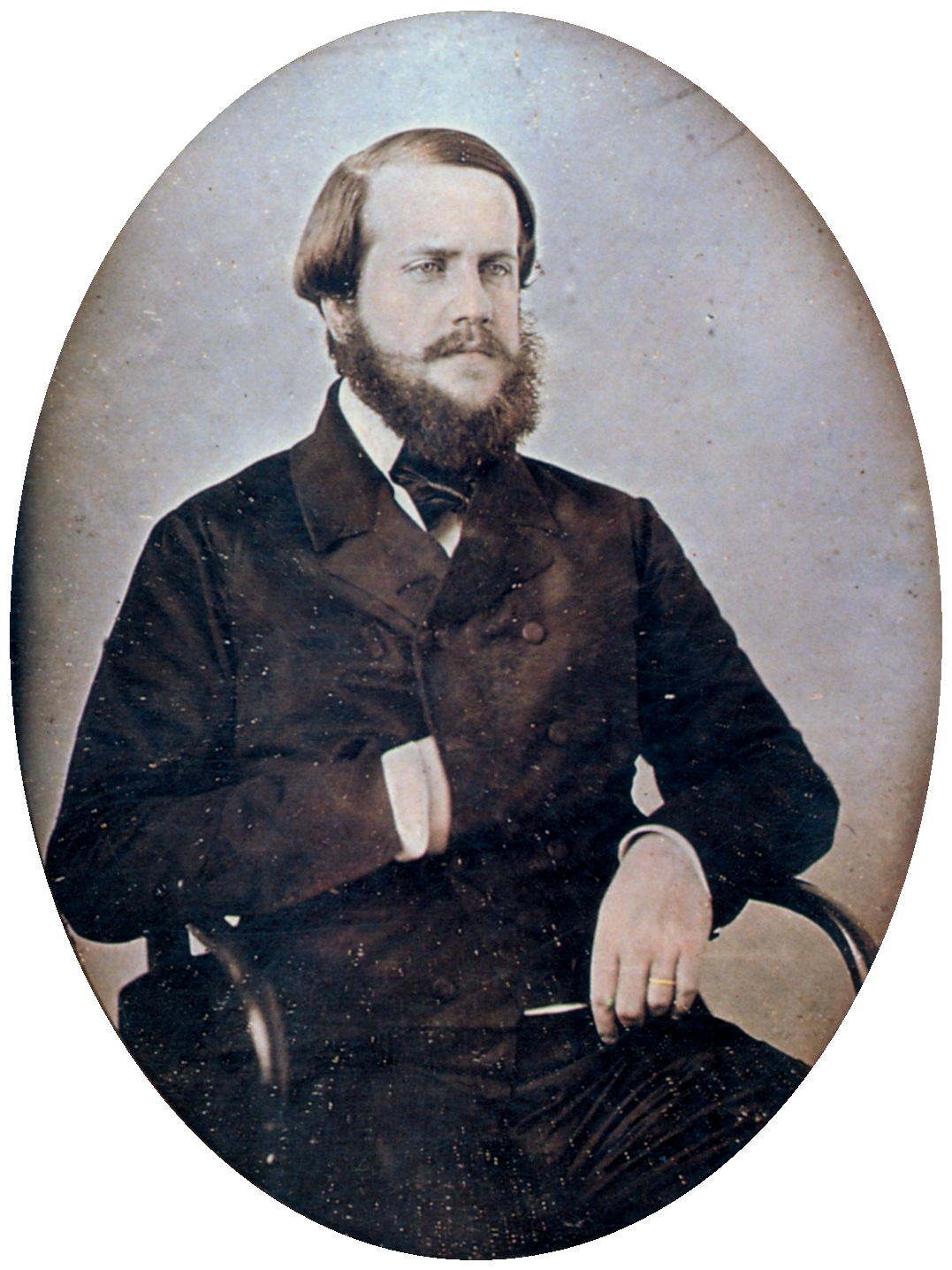
佩德罗二世
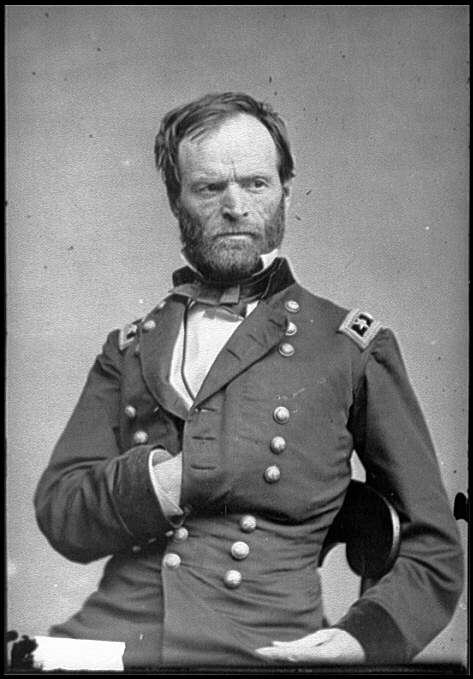
威廉·特库姆塞·谢尔门
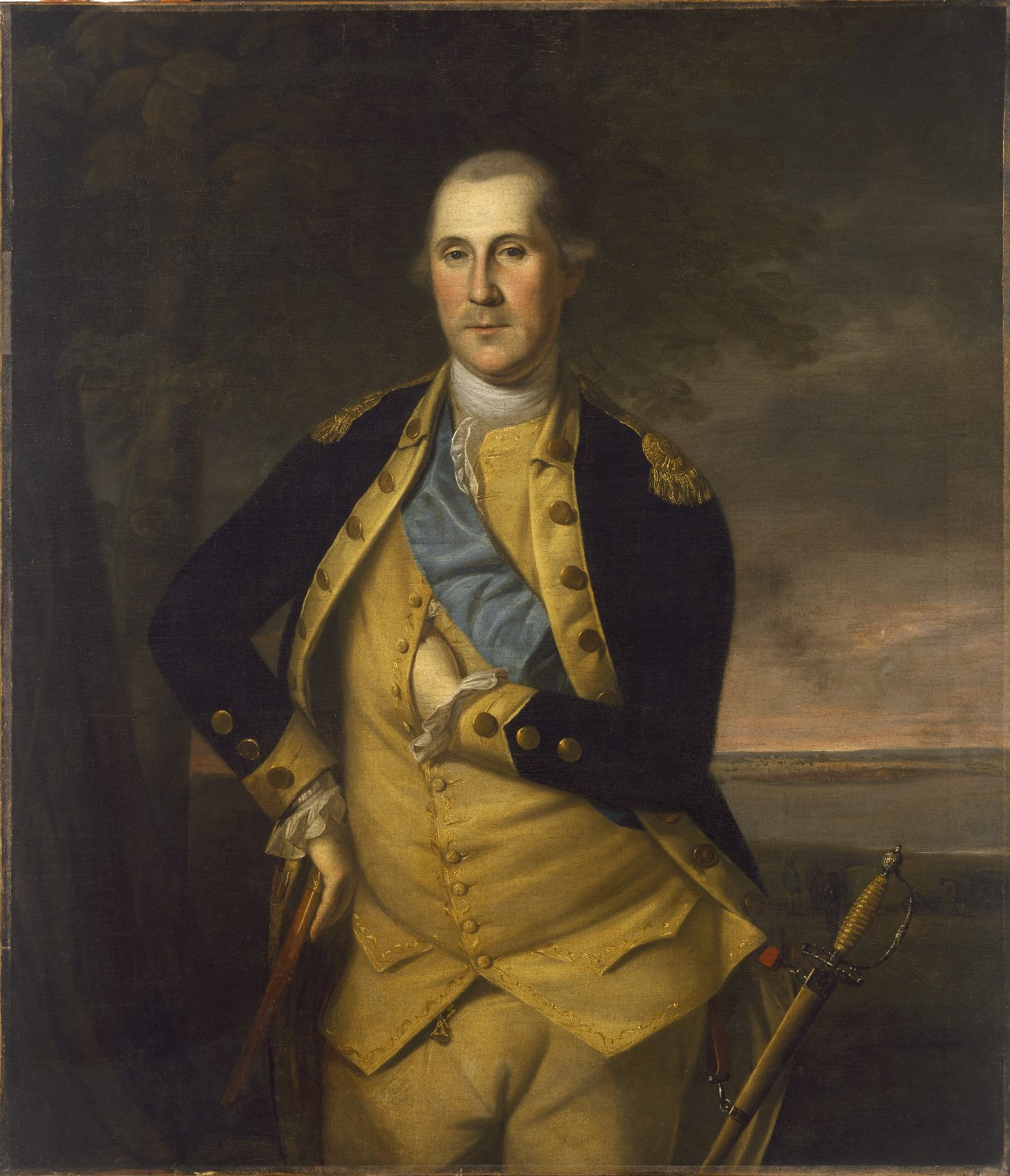
乔治·华盛顿
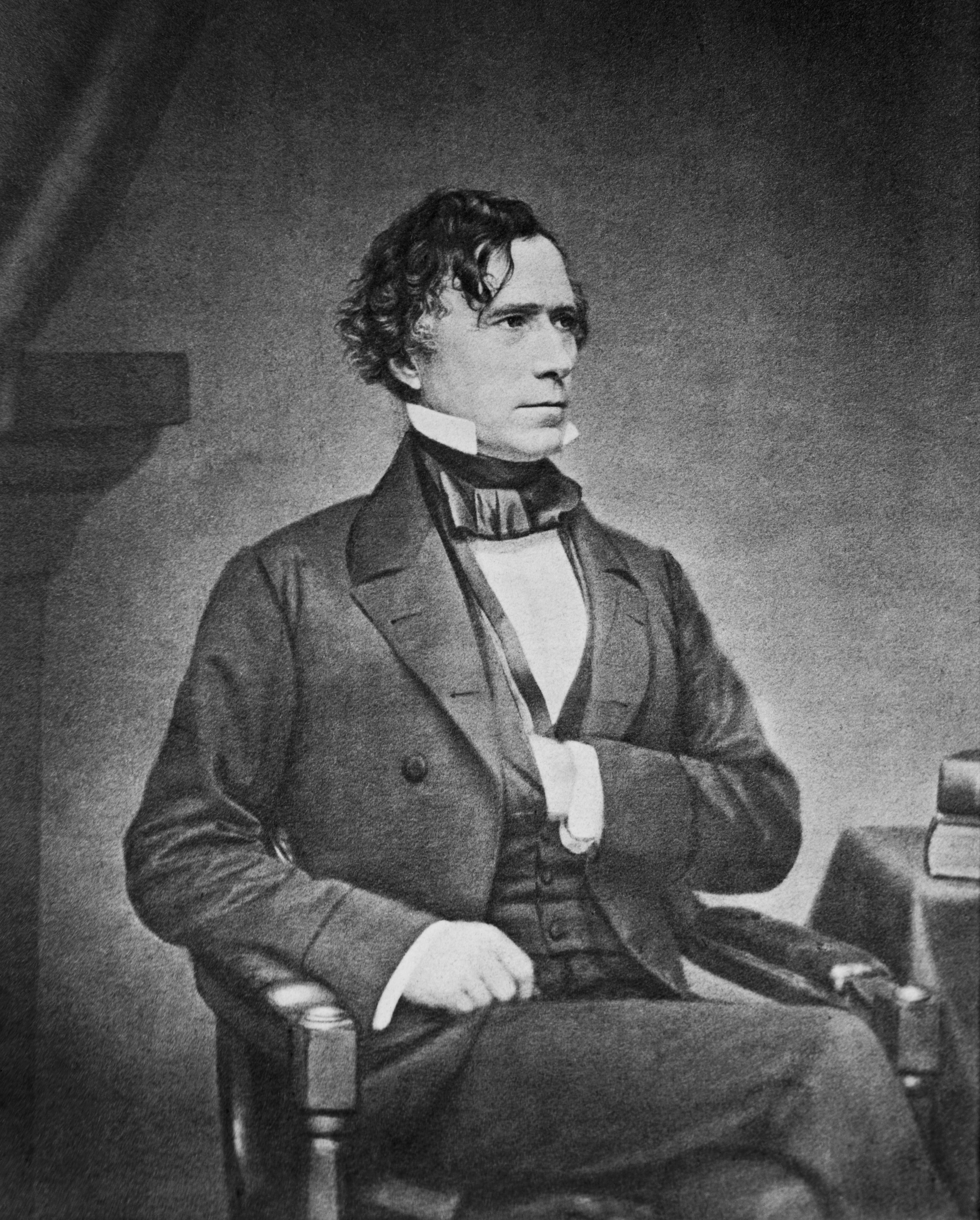
富兰克林·皮尔斯
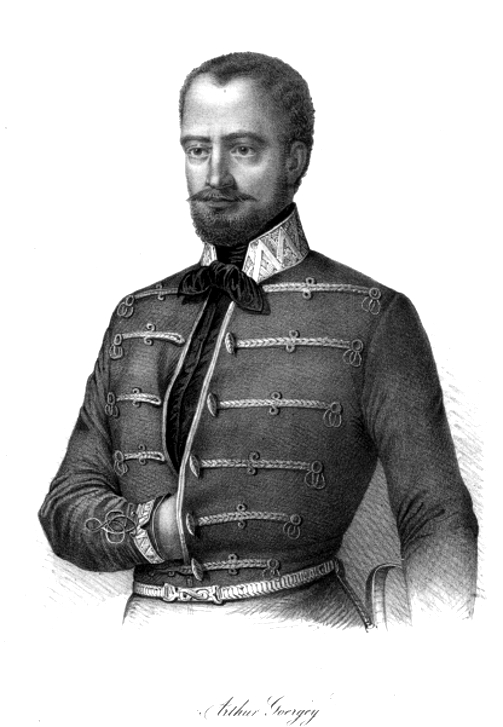
格尔盖伊·阿尔图尔